# Giesberteclipta
Giesberteclipta is een kevergeslacht uit de familie van de boktorren (Cerambycidae). De wetenschappelijke naam van het geslacht werd voor het eerst geldig gepubliceerd in 2012 door Santos-Silva, Bezark & Martins.

## Soorten
Giesberteclipta omvat de volgende soorten:
- Giesberteclipta costipennis (Giesbert, 1991)
- Giesberteclipta monteverdensis (Giesbert, 1991)